# Hardcore Attack
Hardcore Attack är det svenska hardcorebandet Mob 47:s första musikalbum. Det släpptes på kassettband 1983.

## Låtlista
1. "Mardröm" - 0:51
2. "Totalmangel" - 1:16
3. "Krigshot" - 0:54
4. "Snutjävlar" - 1:49
5. "Snobb" - 0:58
6. "Fuck Bowie" - 1:15
7. "100 döda snutar" - 0:38
8. "Maktgalna jävlar" - 0:53
9. "Profitbögar" - 0:37
10. "Dom styr våra liv" - 0:56
11. "Rustning är ett brott" - 0:57

### Medlemmar
- Åke, gitarr
- Jögge, bas
- Chrille, trummor
- Mentis, sång